# John Moffitt
John Moffitt (Winnsboro (Louisiana), 12 december 1980) is een Amerikaans atleet, die is gespecialiseerd in het verspringen.
Zijn doorbraak maakte hij in 2004. Hij won het NCAA in- en outdoor kampioenschap en kwalificeerde zich voor de Olympische Spelen. Op de Olympische Spelen van Athene in 2004 behaalde hij een zilveren medaille achter Dwight Phillips (goud) en voor de Spanjaard Joan Lino Martínez (zilver). Moffitt verbeterde hiermee zijn persoonlijk record met 45 centimeter naar 8,47 m. Door zijn vermogen om te pieken als het er om draait wordt hij door zijn coach Big Time genoemd. Zo won hij de NCAA outdoor en de Olympische kwalificatiewedstrijd met een beslissende verre laatste sprong.
Later dat jaar behaalde hij een bronzen medaille op de wereldatletiekfinale in Monaco met een sprong van 8,05 meter en finishte hiermee achter de Ghanees Ignisious Gaisah en Dwight Phillips.

## Titels
- NCAA kampioen verspringen (indoor) - 2004
- NCAA kampioen verspringen (outdoor) - 2004

## Persoonlijke records
Outdoor
| Onderdeel          | Prestatie | Datum            | Plaats    |
| ------------------ | --------- | ---------------- | --------- |
| verspringen        | 8,47 m    | 26 augustus 2004 | Athene    |
| hink-stap-springen | 16,53 m   | 18 mei 2003      | Knoxville |

Indoor
| Onderdeel          | Prestatie | Datum            | Plaats       |
| ------------------ | --------- | ---------------- | ------------ |
| hoogspringen       | 2,15 m    | 3 december 2004  | Clemson      |
| verspringen        | 8,27 m    | 13 februari 2004 | New York     |
| hink-stap-springen | 16,79 m   | 13 maart 2004    | Fayetteville |

## Palmares

### Verspringen
- 2004:  OS - 8,47 m
- 2004:  Wereldatletiekfinale - 8,05 m
- 2007: 7e Wereldatletiekfinale - 7,72 m